# Simon Gbegnon
Simon Gbegnon, né le 27 octobre 1992 à Nantes, est un footballeur international togolais. Il évolue au poste de milieu défensif au Dinamo Tbilissi.

## Biographie
Simon naît le 27 octobre 1992 à Nantes de parents d'origine togolaise.

### En club
Formé dans divers clubs de Loire-Atlantique, la Vaillante d'Angers, le FC Rezé et l'AC Chapelain, il signe à l'Union sportive Jeanne d'Arc Carquefou dans la banlieue nantaise en 2013.
En 2014, le club est relégué administrativement de National en Division d'Honneur. Simon, qui évoluait jusque-là en équipe B, dispute alors sa première saison en équipe senior en Division d'Honneur de la Ligue de football des Pays de la Loire en 2014-2015. Carquefou ne terminant que 3e de sa ligue, loupe la montée.
Le 15 juin 2015, Simon décide de s'engager avec le Stade athlétique spinalien en National pour un contrat d'une saison afin de découvrir un niveau supérieur.
Finalement, il dispute deux saisons avec le club vosgien, avant de s'engager le 31 mai 2017 avec l'AS Béziers pour un contrat d'une année, plus une seconde en option.

### En équipe nationale
Simon obtient sa première sélection avec le Togo, le 24 mars 2017, face à la Libye (score : 0-0). Il enregistre sa première victoire le 31 mai 2017, en amical contre le Niger (victoire 0-2).

### PALMARÈS
Avec L’AS Béziers il est vice-champion du championnat de National.
Il est champion de Géorgie en 2020 ainsi que finaliste de la supercoupe de Géorgie la même année 
Et deviens ensuite en 2021 champion de la supercoupe de Géorgie.

## Statistiques

### En club
| Saison                | Club                  | Championnat           | Championnat | Championnat | Coupe nationale | Coupe nationale | Coupe de la Ligue | Coupe de la Ligue | Total | Total |
| Saison                | Club                  | Division              | M.          | B.          | M.              | B.              | M.                | B.                | M.    | B.    |
| 2014-2015             | USJA Carquefou        | Division d'Honneur    | 30          | 5           | -               | -               | -                 | -                 | 30    | 5     |
| Sous-total            | Sous-total            | Sous-total            | 30          | 5           | -               | -               | -                 | -                 | 30    | 5     |
| 2015-2016             | SAS Épinal            | National              | 33          | 5           | 1               | 1               | -                 | -                 | 34    | 6     |
| 2016-2017             | SAS Épinal            | National              | 27          | 2           | 3               | 0               | -                 | -                 | 30    | 2     |
| Sous-total            | Sous-total            | Sous-total            | 60          | 7           | 4               | 1               | -                 | -                 | 64    | 8     |
| 2017-2018             | AS Béziers            | National              | 16          | 2           | -               | -               | -                 | -                 | 16    | 2     |
| 2018-2019             | AS Béziers            | Ligue 2               | 32          | 5           | -               | -               | -                 | -                 | 32    | 5     |
| Sous-total            | Sous-total            | Sous-total            | 48          | 7           | -               | -               | -                 | -                 | 48    | 7     |
| 2019-2020             | CD Mirandés           | Segunda División      | 4           | 1           | 1               | 0               | -                 | -                 | 5     | 1     |
| 2020                  | Dinamo Tbilissi       | Erovnuli Liga         | 26          | 11          | 3               | 2               | -                 | -                 | 29    | 13    |
| Total sur la carrière | Total sur la carrière | Total sur la carrière | 143         | 47          | 8               | 3               | -                 | -                 | 151   | 50    |